# رماة القناصة

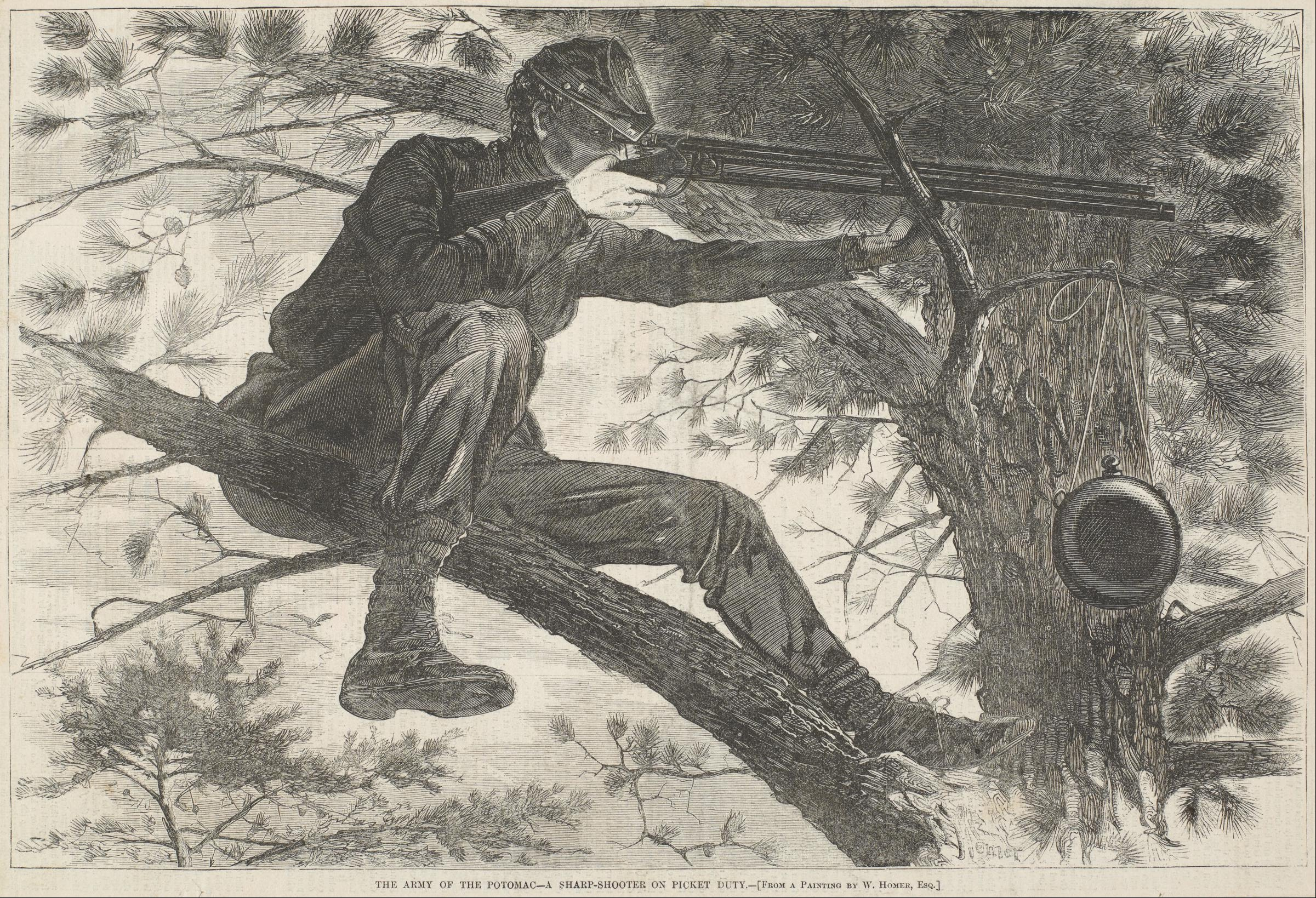
مُطلق النار "مجهولة الهوية" في جيش بوتوماك في الخدمة الاعتصام خلال الحرب الأهلية الأمريكية.

رُماة القناصة؛ رماة المَهَرة؛ شارب شوترز (Sharpshooter) هو من يُتقن إطلاق النار بالأسلحة الناريّة أو غيرها من أسلحة القذائف بدقّة عالية. كانت الوحدات العسكرية المُكونة من رِجال الرُماة من العوامل المُهمّة في القتالِ اثناء القرن التاسع عشر. جنباً إلى جنب مع «الرُماة الماهرين» و «ذوِ الخِبرة»، فإن «رُماة القناصة» هي واحدة من شارات الرِماية الثلاثة التي يَمنحَها الجيش الأمريكي.

## التاريخ

### الحروب النابليونية (1803-1815)
استخدام آخر لوحدات رُماة القناصة كان خلال حروب نابليون في الجيش البريطاني. في حين أن مُعظم الجنود في ذلك الوقت أستخدمت دقيق أملس البنادق، في فرقة «الستر الخضراء» البريطانية (التي سُميت باسم الزي الأخضر المميز بهم) الشهيرة. أُستخدمت بندقية البيكر في القنص، على الرغم من أنها أبطأ في تعبئة الذخيرة من أسلحة القتال الحربية. كان هذا السلاح أكثر دقة بالتصويب عن بُعد، من خلال التواجد في مجموعة من الأذرع الجلدية والأخاديد الضيّقة ومن الداخل للبرميل أيضاً. رجال أسلحة البنادق كانوا نُخبة في الجيش البريطاني، وخدموا في طليعة أي الاشتباكات، وغالبًا ما يكون ذلك من أجل تكوين المناوشات، والكشف عن العدو وتأخيره. مُصطلح آخر وهو «رُماة القنص» أو شارب شوتر، كان قد استخدام في الصُحف البريطانية منذ عام 1801. في جريدة أدنبرة، 23 يونيو 1801، كان يُمكن العثور على الاقتباس التالي في مقال عن ميليشيا شمال بريطانيا؛ «هذا الفوج يضُم العديد من القطع الأسلحة الميدانية، وشركتين من شارب شوترز، والتي تُعد ضرورية للغاية في إنهاء الحرب الحديثة». يُظهر المُصطلح في الوقت المُبكّر من عام 1781، في قارة أوروبا، وترجم من الألمانية بأسم Scharfschütze أي «القناص».

### الحرب الأهليّة الأمريكية (1861-1865)
خلال الحرب الأهليّة الأمريكية، كانت رجال الرُماة لديهم عملاً محدودًا في الحرب، حيث سعى مخططون الحرب إلى تجنب الخسائر الفادحة التي تكبدتها التكتيكات العادية، والتي تضمنت صفوفًا قريبة من الرجال وخاصة من مسافة قريبة. كان الرماة الذين استخدموا بين المُتحاربين من القناصة في كلا الجانبين اثناء الحرب الأهلية حيث كانوا أقل استخدامًا في مجال القناصة، وأكثرهم كانوا في أعمال خاصة كمناوشات والكشافة. تم تجهيز هذه القوات النُخبة فيما بعد وتم تدريبهم بشكلاً جيد، ووضعوا في مُقدمة الصفوف لتكن أول الصفوف اشتباكاً مع العدو.

#### جيش الاتحاد
تضمنت الوحدات البارزة في الحروب الأهلية من الفوج الأول والثاني من الولايات المتحدة لمتطوعي برايف شوتر (USVSR)، وهي تتألف من شركات الداعمة والمُكوّنة من العديد من دول الاتحاد (شرقًا في المقام الأول). تم تنظيم وحدات الـ USVSR من قبل العقيد حيرام بردان، المليونير العصامي الذي أُشتهر بأنهُ أفضل مُستخدم للبندقية في البلاد في ذَلك الوقت.
كانت هناك أيضًا من الشركة الأمريكية الأصولية رجال رُماة القناصة من يخدمون في جيش بوتوماك. وكانوا هؤلاء الرجال في المقام الأول أوتاوا وأجيبوي وبوتاواتومي كُلهم من شمال مقاطعة ميشيغان، ويتألفون من أعضاء وعمال من شركة K من فوج الأول ميشيغان المُتطوعين في القناصة.
في المسرح الغربي، كانت فوج المشاة المُخضرم الشهير في إلينوي السادس والستين (المشاة الغربيون)، والمعروف أصلاً باسم «بيرجس ويست بورد شارب شوترز»، ثم لاحقًا «المتطوعون الغربيون في ميسوري». قام فوج جون سي فريمونت بتأسيس هذا الفوج في ثكنات سانت لويس بنتون كنظير للمسرح الغربي لرُماة القناصة في بيردان. تم تجنيد أعضاء من معظم ولايات الغربية، في الغالب من ولاية أوهايو وميشيغان وإلينوي وميسوري. تطلب الحث على تنافس بين المرشحين للقناصة، وضع عشر لقطات في دائرة رمي بحجم ثلاث بوصات على بعد 200 ياردة وا ستخدمت في التدريب واثناء الحرب. في البداية كانوا مُسلحين ببنادق السهول نصف مُدمجة، حيث قاموا بشراءها وصنعها خصيصاً من صانعي الأسلحة «ديميك» Dimick في سانت لويس هوريس.
تم تعديل هذه «بنادق ديميك» (كما كان يُطلق عليها في الوحدات العسكرية) للاستخدام العسكري من خلال تركيب مُعدات أضافية ساعدت في تطوير الاسلحة التقليدية، للتأكد من دقتها الباليستية وكفأتها في الحرب. كما كانت الوحدة الفيدرالية هي الوحيدة المُسلحة بالكامل بـ «البنادق الرياضية»، التي تساعد المحاربين في تصويب أهدافهم العسكرية بدون صعوبة. ابتداءً من خريف عام 1863، بدأ جنود الفوج في إعادة تجهيز أنفسهم باستخدام 16 طلقة الجديدة، في نبادق عُرفت بـ هنري، والتي منحتهم ميزة كبيرة في قوة النيران على خصومهم. قام أكثر من 250 شخصًا من الرماة البارعين بشراء بندقية هنري Henrys من أموالهم الخاصة، بسعر متوسط قدره أربعين دولارًا (أكثر من ثلاثة أشهر يدفعون مُقابل شراء خاص). قدم حاكم إلينوي ريتشارد ييتس نبادق هنري لبعض أعضاء فوج المشاة رقم 64 في إلينوي أو صائدي المراكب ييتس وجنود آخرين من الوحدة، وبدى أنهم قاموا بالتجهيز والتعبئة ببنادق هنري منذ عام 1864.

#### الجيش الكونفدرالي
على الجانب الكونفدرالي، كانت وحدات القناصة تعمل كمشاة خفيفة العتاد ناهيك عن عدم إتنظامهم في ساحات الحرب. شملت واجباتهم مناوشات واستطلاعات. كان روبرت إي رودس عقيد في فوج مشاة ألاباما الخامس، وبعد ذلك جنرالًا رئيسيًا، رائدًا في تطوير وحدات إطلاق النار. استخدم جيش الولايات الكونفدرالية على نطاق واسع أكثر من القوات الفدرالية من الجيش الرُماة، وغالبًا ما كان لديه فصائل شبه دائمة على مستوى الفوج وكتائب من مُختلف الأحجام مرتبطة بتشكيلات كبيرة؛ شملت وحدات مُخصصة من قناصين لكتيبة جورجيا الأولى للرماة الماهرين، وثلاثة وحدات آخرين في تلك الولاية لكتيبة ميسوري التاسعة (بيندال) للرماة القناصة، وكتائب القناصة التابعة لجيش شمال فرجينيا.
غالبًا ما كان القناصة الكونفدرالية أقل تجهيزًا من نظرائهم الفدراليين، وغالبًا ما يستخدمون بندقية إنفيلد ريفلت أو البنادق البريطانية وايتوورث السداسية (الأكثر شيوعًا)، بدلاً من حمل بنادق بردان شاربز. في مذكراته لويس ليون قام بتفصيل خدمته كقناصة في فوج كارولينا الشمالية الثالثة والخمسين خلال الحرب الأهلية. تطوَّر بصفته ماهراً في الرماية، مناوش، وخدم في مهمة الاعتصامية، وشارك في العديد من تدريبات إطلاق النار. كان هو ورجل آخر من المتبقين على قيد الحياة من أصل اثني عشر رجل من الرماة الماهرين في معركة جيتيسبيرغ. كان مرتبط بضابط قائد الفوج العقيد جيمس مورهيد. وفي لقاء نادر ووجها لوجه مع أحد الجنود، قام ليون بقتل أحد رجال الرماة الماهرين، الذين حددهم الكونفدراليون كأميركيين أصليين من كندا.